# Pegomya poeciloptera
Pegomya poeciloptera är en tvåvingeart som beskrevs av Malloch 1921. Pegomya poeciloptera ingår i släktet Pegomya och familjen blomsterflugor. Inga underarter finns listade i Catalogue of Life.